# Reisewitz

## Namensträger
Reisewitz ist einerseits ein deutscher Familienname aus Schlesien, der aus der gleichnamigen Ortsbezeichnung in der Gemeinde Otmuchów hervorging.
- Adam Reisewitz (* 1966), deutsch-polnischer Basketballspieler
- Wolfgang Reisewitz (1917–2012), deutscher Fotograf der Gruppe fotoform

## Ortsbezeichnung
Reisewitz ist eine Ortsbezeichnung
- eines Teiles von Löbtau und Dresden-Plauen, siehe Reisewitzscher Garten, Reisewitzer Brauerei…